# Graphite (технология SIL)
Graphite — технология создания Юникод-совместимого смарт-шрифта и система рендеринга, разработанная SIL International. Это свободное программное обеспечение, распространяемое на условиях GNU Lesser General Public License и Common Public License.

## Возможности
Graphite основана на формате TrueType, и создаёт дополнительно три собственные таблицы данных, описывающие особенности системы письменности, а также создаёт правила изменения символов в зависимости от контекста, например, лигатур, замены или вставки глифов, диакритики, кернинга и выключки.
Вся необходимая для использования Graphite информация находится в файле шрифта, куда её заносит сам дизайнер-разработчик, поэтому приложению не требуется знать систему письменности, а только лишь иметь поддержку Graphite. Это делает её особенно удобной для малых систем письменности, которые не могут полагаться на встроенные в приложения системы отрисовки. Таким образом, Graphite напоминает Apple Advanced Typography и отличается от OpenType, который требует от приложения встроенной системы отрисовки.

## Поддержка Graphite
Graphite был первоначально разработана на Windows, а затем была портирована на Линукс. Она также доступна на Maс OS Х 10.6 хотя с ААТ Mac OS и так обеспечивает технологии, пригодные для малых письменностей.
Приложения, поддерживающие Graphite, включают SIL WorldPad, XeTeX, OpenOffice.org (начиная с версии 3.2, кроме Mac-версия), LibreOffice. Она встроена в Thunderbird и Firefox, начиная с 11 версии,, а с 22-й версии включена по умолчанию.